# Viva Piñata: Party Animals
Viva Piñata: Party Animals é um jogo eletrônico de festa desenvolvido pela Krome Studios e publicado pela Microsoft Game Studios para o Xbox 360, faz parte da série Viva Piñata . O jogo foi lançado em 30 de outubro de 2007 na América do Norte, 15 de novembro na Austrália, 16 de novembro na Europa e 6 de dezembro no Japão.
Ao contrário do Viva Piñata original, Party Animals é baseado em elementos do programa de televisão, incluindo seus personagens e vozes. Além disso, o título oferece uma experiência baseada em minijogos, semelhante à série Mario Party, em vez do ambiente sandbox do original. São mais de 40 minijogos, além de corridas estilo kart realizadas a pé. O jogo recebeu críticas geralmente mistas dos críticos após o lançamento.

## Jogabilidade
Semelhante a outros títulos casuais do Xbox 360, como Fuzion Frenzy 2, Viva Piñata: Party Animals é enquadrado como um game show, onde os competidores competem entre si enquanto os locutores fornecem comentários coloridos.
Um jogo de Party Animals consiste em três ou mais eventos de corrida, cada um seguido por um ou mais minijogos de desafio selecionados aleatoriamente (dependendo da duração do jogo selecionada). O objetivo é ser o jogador que ganhou mais doces ("Candiosity" ou "Dociosidade") após a conclusão do desafio final. Os jogos sempre apresentam personagens de quatro jogadores, embora apenas um deles precise ser controlado por jogadores.  Várias pessoas podem jogar em um único console (fazendo com que as corridas sejam realizadas em tela dividida) ou os jogadores podem jogar online via Xbox Live.
Os jogadores ganham doces com base no seu desempenho durante os minijogos de desafio, com prêmios fixos para o primeiro, segundo, terceiro e quarto lugares. As corridas em si não rendem doces aos jogadores, mas determinam um bônus que influencia os ganhos dos eventos de desafio que se seguem, representado por medalhas, ou um cacto. Como resultado, os prêmios de doces são sempre uma combinação dessas duas colocações separadas, sendo necessário que os jogadores tenham um bom desempenho em ambos os tipos de evento para garantir a vitória geral.
há oito personagens jogáveis: Hudson Horstachio, Paulie Pretztail, Fergy Fudgehog e Franklin Fizzlybear, bem como suas contrapartes femininas, Hailey Horstachio, Petunia Pretztail, Francine Fudgehog e Florence Fizzlybear, apresentadas no episódio da série de TV "Hudson's Better Half".

## Desenvolvimento
Viva Piñata: Party Animals foi desenvolvido por uma equipe de cerca de 60 pessoas no Krome Studios, o primeiro estúdio australiano a desenvolver um jogo original para a Microsoft.  O envolvimento da Rare, responsável pelo Viva Piñata original, limitou-se a fornecer arte e informações sobre o estilo visual do jogo, enquanto Krome manteve controle total sobre o design.
quando questionado sobre por que o estúdio foi escolhido, o vice-presidente da Microsoft, Shane Kim, explicou: "Eles têm uma longa história na indústria e temos muito respeito por seu trabalho", referindo-se aos esforços anteriores de Krome em séries como Ty the Tasmanian Tiger e Spyro, o Dragão. na mesma entrevista, Kim também destacou que a franquia Viva Piñata foi importante para o sucesso do Xbox 360 no espaço de jogos casuais: “Nossa aspiração é vencer esta geração e, para isso, sabemos que temos que apelar  além do segmento principal de jogadores".

## Recepção
Viva Piñata: Party Animals não foi particularmente bem recebido pela imprensa de games, apesar da apreciação de seus visuais vibrantes. IGN criticou o fato de que muitos dos minijogos eram simplesmente pequenas variantes uns dos outros, sendo a maioria destinada a crianças pequenas. A análise observa que "alguns deles serão divertidos para menores de sete anos, mas se você for mais velho do que isso, não há absolutamente nenhum desafio em Party Animals".  A análise do GameSpot também desaprovou a falta de variedade verdadeira, observando que "... as variantes [do minijogo] acabam parecendo tão semelhantes entre si que o jogo poderia muito bem ter apenas seis minijogos".
Comentários um pouco mais positivos foram obtidos do TeamXbox, onde o crítico sentiu que os melhores minijogos equilibravam os piores. A análise conclui: "A ampla variedade de minijogos quase garante que todos encontrarão pelo menos algo de que gostem no título, e ainda não encontrei ninguém que não tenha se emocionado com as corridas aceleradas do jogo".

## Referência
1. ↑  Kolan, Patrick (31 de julho de 2007). «Viva Piñata: Party Animals AU Interview». IGN AU
2. ↑  Sinclair, Brendan (12 de julho de 2007). «E3 '07 Q&A: Microsoft's Shane Kim». GameSpot
3. 1 2  Davis, Ryan (31 de outubro de 2007). «Viva Pinata: Party Animals for Xbox 360 Review». GameSpot
4. ↑  Theobald, Phil (5 de novembro de 2007). «GameSpy: Viva Pinata: Party Animals Review». GameSpy
5. 1 2  Ahearn, Nate (30 de outubro de 2007). «Viva Piñata: Party Animals Review». IGN
6. ↑  «Viva Pinata: Party Animals (xbox360: 2007): Reviews». Metacritic. Consultado em 7 de agosto de 2008
7. ↑  Chapman, David (30 de outubro de 2007). «Viva Piñata: Party Animals Review (Xbox 360)». TeamXbox